# Сенаджи, Райан
Райан Сенаджи (фр. Rayan Senhadji; род. 13 июня 1997, Лион) — алжирский футболист, защитник.

## Клубная карьера
Сенаджи — воспитанник клуба «Сошо». В 2014 году игрок дебютировал за дублирующий состав. В 2020 году игрок на правах аренды выступал за «Безье». В том же году Сенаджи перешёл в болгарскую «Монтану». 13 сентября в матче против «ЦСКА 1948» он дебютировал в чемпионате Болгарии. 20 марта 2021 года в поединке против «Черно море» Райан забил свой первый гол за «Монтану». В 2022 году Сенаджи перешёл в «датский» «Яммербугт». 19 февраля в матче против «Фремад Амагер»«» он дебютировал в Первой лиге Дании.
Летом 2022 года Сенаджи перешёл в алжирский клуб «Кабилия». 6 ноября 2022 года в матче против «МС Алжир» он дебютировал в алжирской Лиге 1. В начале 2023 года Райан вернулся в Болгарию, подписав контракт с благоевградскими «Пирином». 27 февраля 2023 года в матче против «Черно море» он дебютировал за новый клуб. 
Летом того же года Сенаджи перешёл в «Крумовград». 14 июля 2023 года в матче против «Лудогорца» он дебютировал  за новую команду. В начале 2024 года Сенаджи перешёл в воронежский «Факел».